# 1513.
◄ | 15. stoljeće | 16. stoljeće | 17. stoljeće | ►
◄ | 1480-ih | 1490-ih | 1500-ih | 1510-ih | 1520-ih | 1530-ih | 1540-ih | ►
◄◄ | ◄ | 1510. | 1511. | 1512. | 1513. | 1514. | 1515. | 1516. | ► | ►►
Arhitektura • Astronomija • Glazba • Kazalište • Kiparstvo • Knjige • Književnost • Kršćanstvo • Medicina • Politika • Pravo • Promet • Slikarstvo • Znanost
1513. je bila godina prema gregorijanskom kalendaru koja nije bila prijestupna, a započela je u subotu.

## Događaji
- 20. siječnja – Kristijan II. postaje kralj Danske i Norveške.
- 9. veljače – Pedro de Mascarenhas otkriva Maskarene.
- 9. ožujka – Papa Lav X. nasljeđuje papu Julija II. kao 217. papa.
- 12. ožujka – Papa Lav X., prihvativši odredbe svog prethodnika, objavio je bulu, odobrivši javno štovanje relikvije Svete Krvi Isusove nastale euharistijskim čudom u Ludbregu.
- 6. lipnja – Bitka kod Novare, švicarske snage pobjeđuju francuske, te Francuzi napuštaju Milano.
- 16. kolovoza – Bitka kod Guinegate, engleske snage pobjeđuju francuske.
- 7. listopada – Bitka kod La Motte, španjolske snage pobjeđuju mletačke.
- prosinac – Sklopljen mir Luja XII. s papom i Španjolskom.
- Španjolski konkvistador Juan Ponce de León otkriva Floridu.
- Banom postaje Petar Berislavić, imenovan je upraviteljem banata u Hrvatskoj (prefectus banatus)

## Rođenja
- 30. listopada – Jacques Amyot, francuski pisac († 1593.)
- Abe Motozane, japanski general († 1587.)
- Michael Baius, belgijski teolog († 1589.)

## Smrti
- 20. veljače – Ivan, kralj Danske, Norveške, i Švedske (* 1455.)
- 21. veljače – papa Julije II. (* 1443.)
- 9. rujna – Jakov V., kralj Škotske (* 1473.)

## Vanjske poveznice
|  | Zajednički poslužitelj ima još gradiva o temi 1513. |